# Navier-Stokesvergelijkingen
De Navier-Stokesvergelijkingen, genoemd naar Claude-Louis Navier en George Stokes, zijn partiële differentiaalvergelijkingen die de stroming van fluïda beschrijven. Die vergelijkingen zeggen, dat een verandering in impuls van een fluïdumdeel - bijvoorbeeld als een vloeistof versnelt - altijd in evenwicht is met drukgradiënten die er zijn en met de dissipatieve viskeuze kracht die inwerkt op het fluïdum. Die viskeuze kracht ontstaat door moleculaire interactie en bepaalt hoe "stroperig" (of hoe viskeus) een fluïdum is. De Navier-Stokesvergelijkingen zijn dus een dynamische uitdrukking van het krachtenevenwicht inwerkend op een willekeurig deel van een fluïdum. In feite drukken de vergelijkingen dus de wetten van Newton d(mv)/dt = F uit voor een eenheidsvolume. De vergelijkingen gelden algemeen, zolang de snelheid veel kleiner blijft dan de lichtsnelheid en zolang geen kwantumeffecten zoals supervloeibaarheid meespelen.

## De vergelijkingen
De meest algemene vorm van de Navier-Stokesvergelijkingen (eigenlijk zijn er drie, voor alle drie dimensies, maar in vectornotatie worden die in één vergelijking bijeengenomen) - afgeleid van de wet van behoud van impuls is:
{\displaystyle \rho {\frac {\mathrm {d} \mathbf {v} }{\mathrm {d} t}}=-\nabla \cdot \mathbb {P} +\mathbf {f} }
- {\displaystyle \rho } is de (massa)dichtheid;
- {\displaystyle \mathbf {v} } is de vectoriële snelheid van het fluïdum;
- {\displaystyle \nabla } is de nabla-operator (en {\displaystyle \nabla \cdot } is dus de divergentie);
- {\displaystyle \mathbb {P} } is een tensor voor de veralgemeende druk (of stress). Deze tensor omvat onder meer een deel dat de viscositeit voorstelt, en is een maat voor hoeveel afschuifkracht een laag bewegende stof uitoefent op een daarnaast bewegende andere laag;
- {\displaystyle \mathbf {f} } is de krachtvector per volume die op het fluïdum werkt, bijvoorbeeld de zwaartekracht.

Deze vergelijking doet geen aannamen over de aard of oorzaak van de gegenereerde afschuifkrachten, en is geldig voor zowel newtoniaanse vloeistoffen als niet-newtoniaanse vloeistoffen. In de praktijk moet deze bewegingsvergelijking daarom worden gecombineerd met een constitutieve vergelijking die beschrijft hoe de druk en stress afhangen van de snelheidsgradiënten. Wanneer we aannemen dat de vloeistof newtoniaans is, vinden we:
{\displaystyle \rho {\frac {\partial \mathbf {v} }{\partial t}}+\rho (\mathbf {v} \cdot \nabla )\mathbf {v} =-\nabla p+\eta \nabla ^{2}\mathbf {v} +(\lambda +\eta )\nabla (\nabla \cdot \mathbf {v} )+\mathbf {f} }
Hoewel de constitutieve vergelijking voor een newtoniaanse vloeistof lineair is, is deze vorm van de Navier-Stokesvergelijkingen steeds een niet-lineaire differentiaalvergelijking vanwege de advectieterm {\displaystyle (\mathbf {v} \cdot \nabla )\mathbf {v} }, die uitdrukt hoe lokale grootheden veranderen als materiaal wordt meegevoerd door de stroming.
- De operator
{\displaystyle {\frac {\partial }{\partial t}}+(\mathbf {v} \cdot \nabla )}

wordt de materiële afgeleide genoemd. Hij beschrijft de verandering in de tijd van een lokale grootheid onder invloed van zowel expliciete tijdsafhankelijkheid als het meevoeren van materiaal onder invloed van de stroming.
- De vector {\displaystyle \mathbf {f} } beschrijft de kracht per volume, dus in SI-eenheden in N/m³. Die wordt bijvoorbeeld veroorzaakt door de zwaartekracht of de corioliskracht voor het weer.
- De scalar {\displaystyle p} is de druk in Pa.
- De constanten {\displaystyle \lambda } en {\displaystyle \eta } zijn materiaalconstanten met betrekking tot de viscositeit in Pa·s. Daarbij is {\displaystyle \eta } de 'gewone' of dynamische viscositeit voor onsamendrukbare stroming en {\displaystyle \lambda } de coëfficiënt van de 'tweede viscositeit', die gerelateerd is aan de volumeviscositeit of bulkviscositeit, een viscositeit die boven op de dynamische viscositeit komt bij stromingen waarbij vloeistof wordt samengedrukt of uitgerekt.

In veel praktische stromingen van vloeistoffen kan men aannemen dat de vloeistof onsamendrukbaar is. Wiskundig kan men dit tot uitdrukking brengen door de voorwaarde dat de divergentie van de stroming wegvalt, dus
{\displaystyle \nabla \cdot \mathbf {v} =0},
zodat de vergelijking reduceert tot de bekendere vorm
{\displaystyle \rho {\frac {\partial \mathbf {v} }{\partial t}}+\rho (\mathbf {v} \cdot \nabla )\mathbf {v} =-\nabla p+\eta \nabla ^{2}\mathbf {v} +\mathbf {f} }

## Continuïteitsvergelijking
De wet van behoud van massa geeft:
{\displaystyle {\partial \mathbf {\rho }  \over \partial t}+\nabla \cdot (\rho {\vec {v}})=0}

## Vereenvoudigingen
Voor een onsamendrukbaar fluïdum zoals een vloeistof bij niet al te hoge drukken of een gas ver beneden de geluidssnelheid is de massadichtheid constant. Dit geeft:
{\displaystyle \nabla \cdot {\vec {v}}=0,}.
Zo valt dus de factor met {\displaystyle \lambda +\eta } weg.
De Navier-Stokesvergelijkingen gelden ook voor samendrukbare fluïda zoals gassen. Voor gassen ligt de viscositeit een factor 100 lager dan voor vloeistoffen, zodat in dat geval de viscositeit bij benadering te verwaarlozen is en de term met {\displaystyle \eta } wegvalt.
Gelijktijdige verwaarlozing van samendrukbaarheid en viscositeit geeft de stromingsvergelijkingen van Euler die dus gelden voor de stroming van weinig viskeuze vloeistoffen of voor gassen ver onder de geluidssnelheid.
In stationaire stromingen is de snelheid onafhankelijk van de tijd, oftewel {\displaystyle {\partial {\vec {v}} \over \partial t}=0}. Dan blijft er dus een differentiaalvergelijking over met alleen afgeleiden naar de plaats en de oplossing is dus een snelheidsvector als functie van de plaats.

## Toepassingen
In de praktijk lost men de Navier-Stokesvergelijkingen op met numerieke stromingsleer: de zogenaamde CFD (Engels: Computational Fluid Dynamics). Deze wiskunde wordt onder andere gebruikt om het weer te voorspellen, branden te simuleren en de aerodynamica van vliegtuigen en auto's te bestuderen.

## Millenniumprijsprobleem
Het Clay Mathematics Institute uit Cambridge (Massachusetts) heeft bij het ingaan van het nieuwe millennium in 2000 zeven millenniumprijsproblemen ingesteld. Een wetenschappelijk panel selecteerde een zevental problemen op wiskundig gebied die al jaren op een oplossing lagen te wachten. De raad van directeuren van CMI heeft een fonds van $7 miljoen beschikbaar voor de oplossing van deze problemen, $1 miljoen voor elk van de problemen.
Een van de millenniumprijsproblemen is het vinden van een oplossing van de Navier-Stokesvergelijkingen. Zie voor een exacte beschrijving van het probleem de website van het Clay Mathematics Institute.

## Voetnoten
1. ↑  Clay Mathematics Institute Clay Mathematics Institute. Gearchiveerd op 22 december 2015. Geraadpleegd op 7 november 2015.